# Julian Chagrin
Julian Chagrin (în ebraică:ג'וליאן שגרן, n. 22 februarie 1940, Londra, Anglia, Regatul Unit) este un mim, actor, comic și regizor de teatru israelian-britanic.  

## Biografie

### Copilărie și tinerețe
Julian Chagrin s-a născut în anul 1940 și a crescut la Londra ca fiu al compozitorului și dirijorului evreu Francis Chagrin, originar din România, și al lui Eileen Doyle, de origine irlandeză. La 6 ani a fost trimis într-un internat lângă Rugby, de unde a fugit după un an. 
A fost înscris la școala St. Marylebone, unde a absentat adesea din clasă, pentru a vedea desene animate. De la vârsta de 16 ani, vreme de un an și jumătate a învățat la Academia de muzică și artă dramatică din Londra⁠(d) (LAMDA).La 17 ani și jumătate, în 1957 și-a început cariera propriu-zisă, alăturându-se într-un cuplu comic actorului austriac-britanic Vic Oliver (1898-1964),cu care a efectuat tururi prin Anglia, Irlanda și Africa de Sud. Apoi, la vârsta de 18 ani și jumătate a lucrat la Irving Strip Club ("Irving Theatre") din Leicester Square ca om de cortină si tânăr comediant.
La 19 ani a fost rechizitor al firmei Fol de Rols, ultima mare firmă britanică de călătorii de coastă, unde a primit uneori și mici roluri de comic.
În 1959 a plecat în Franța, unde voia sa se angajeze ca bufon la Cirque Medrano, dar acesta s-a închis după o săptămână. În cele din urmă  vreme de trei ani a învățat pantomima la școala lui Jacques Lecoq. Apoi, întors la Londra, cu prima sa soție, mima franceză Claude, a jucat în spectacolul comic „Chaganog”, al cărui succes a culminat la Festivalul de la Edinburgh din 1964.Cu „Chaganog” a efectuat turnee prin Anglia și a jucat vreme de două sezoane în West End.

### Activitatea artistică
În 1967 a jucat în filmul de spionaj „Danger Route” al lui Seth Holt, apărând în rolul unui pantomim alături de soția sa de atunci, Claude Chagrin. Chagrin s-a făcut apoi cunoscut pentru pantomima unui meci de tenis din filmul clasic din 1968 al lui Michelangelo Antonioni, Blow Up, care i-a deschis apoi multe porți. A jucat la televiziune în numeroase emisiuni britanice de comedie și a apărut în mai multe filme de publicitate, între care „R.White's Lemonade" (în rolul băutorului de limonadă în taină) care a fost difuzat un timp record de 17 ani și care, într-o clasificare de popularitate a fost ales ca al doilea film de publicitate britanic din toate timpurile.. În comedia cinematografică „The Bliss of Mrs. Blossom” din 1968 Chagrin a jucat rolul agentului de bursă Herbert, alături de Shirley MacLaine and John Cleese, apoi rolul lui comandantului acrobatic viking Ivar the Boneless în filmul istoric „Alfred cel Mare, biruitor al vikingilor”. În muzicalul Alice în Țara minunilor din 1972, Chagrin a fost distribuit în rolul Șopârlei Bill, Spike Milligan în rolul grifonului, iar Peter Sellers ca Iepurașul de martie. Chagrin i-a reîntâlnit pe Sellers și Milligan jucând împreună douăzeci de personaje comice  în comedia biografică „The Great McGonagall” din 1975. A jucat pe Maxi Grease, în „Superstar”, episod din serialul „Goodies”, de asemenea, alături de Jimmy Jewel, a interpretat pe Jenning, unul din membrii unei perechi de asasini într-un episod din serialul „Răzbunatorii”. 
A mai apărut în spectacole solo ca pantomim la două teatre din West End.
Împreună cu soția de atunci, Claude, Chagrin a realizat la mijlocul anilor 1970 trei scurte comedii cinematografice mute, dintre care două au candidat pentru Premiul Oscar, una a câștigat Premiul Ursul de Aur la Festivalul Internațional de Film de la Berlin, iar alta - premiul I la Festivalul Internațional de film de la Cork, Irlanda.
În 1974 Chagrin a scris scenariul, a participat la producția și a fost actorul solist al filmului „Concertul” la care a luat parte si Claude Chagrin ca producătoare, regizoare și scenaristă. Filmul a obținut  un premiu Ursul de Aur la categoria filmelor scurte, precum și premiul întâi la Festivalul Național de Filme Educative din S.U.A. si IFPA (Industry Film Producers Association) i-a conferit premiul celui mai bun film. „Concertul” a câștigat și premiul întâi la Festivalul de filme de dans și muzică de la Besançon. Comedia scurtă „The Morning Spider” (Păianjenul de dimineață) (1976) a candidat la Premiul Oscar. Eroul acestui film este un păianjen care așteaptă ca alte insecte să-i cadă în plasă. El a luat premiul întâi la Festivalul Internațional de Film de la Cork și a obținut titlul de Cel mai bun film la Festivalul de Film de la Edinburgh.

### În Israel
În 1976 Chagrin, împreună cu soția Claude și cei trei copii, a emigrat în Israel. Ulterior, soții au divorțat și Claude Chagrin s-a întors în Marea Britanie. Chagrin a devenit cunoscut in Israel după apariția în emisiunea de televiziune pentru copii „Messibat Gan” (Petrecere la grădiniță) în care a jucat rolul unui copil de cinci ani.
Pentru serialul comic de noapte „The Orchestra” (Hatizmoret) (1985-1987) în zece episoade, pe un scenariu scris de el și în care a jucat rolul principal, Maestro, alături de Seffi Rivlin și alții. Chagrin a primit în 1986 Trandafirul de aur la Festivalul de la Montreux. 
În anul 1991 a jucat în filmul „Zman hagamal” (Vremea cămilei) în care se joacă pe sine, căutându-și doi dintre copii, care s-au rătăcit in Deșertul Iudeei. Pe drum întâlnește beduini din regiune și află despre modul lor de viață. În 1996 a jucat în filmul „Mi abba?” (Cine e tata?) alături de a doua sa soție, Rolanda Chagrin.
În anul 2000 a efectuat un turneu in Japonia,China și Coreea de Sud, iar in 2003 a susținut un spectacol pe Broadway și în 2005 la Singapore și Bangkok. 8]

### Viața privată
După despărțirea de Claude, Chagrin s-a căsătorit cu Rolanda, o actriță și comică israeliană, originară din România, cu care a avut și multe colaborări profesionale. Ei s-au stabilit în satul de artiști Ein Hod, la marginea Mediteranei.

## Filmografie (selecție)
- mai ales ca actor-
- 1960: La belle équipe (serial scurt de televiziune, episoadele La loterie nationale șiKidnapping)
- 1966: Zodiac (serial de televiziune, 3 episoade, înGood Heavens scenarist)
- 1966: Blow Up
- 1967:  Danger Route
- 1968: The Avengers/ The New Avengers (Razbunătorii); serial de televiziune, episodul Look (Stop Me If You’ve Head This One) But There Were These Two Fellers)
- 1968:  The Bliss of Mrs. Blossom
- 1969: Brian Rix Presents (serial de televiziune, episodul Sitting Ducks)
- 1969:  Alfred the Great (Alfred cel Mare)
- 1970: Here Come the Double Deckers! (serial de televiziune, episodul Barney)
- 1972: The Marty Feldman Comedy Machine (serial de televiziune, episodul 1.13)
- 1972:  Alice’s Adventures in Wonderland
- 1974:  The Concert (film scurt, actor, scenarist și producător)
- 1975: The Christmas Tree (Pomul de Crăciun)(film scurt, actor și producător)
- 1975: The Great McGonagall
- 1976: The Morning Spider  (Păianjenul de dimineață) (film scurt, actor și producător)
- 1985–1987: The Orchestra (serial de televiziune, 9 episoade, actor, scenarist, regizor și producător)
- 1987:  Rumpelstiltskin (Fata morarului)
- 1987: Cannon Movie Tales: Snow White  (Albă ca Zăpada)
- 1987:  Red Riding Hood (Scufița Roșie) (+ banda sonoră Green in the Blue)
- 1987: The Emperor’s New Clothes  (Hainele cele noi ale împăratului) (+ banda sonoră Red or Blue)
- 1987: Sleeping Beauty (Frumoasa adormită)
- 1998: Last Waltz in New York (film scurt; inclusiv banda sonoră)
- 2013: Santiago is Santiago (silm scurt documentar, scenariul)
- 2016: Siberia (film scurt)